# 都市伝説
都市伝説（としでんせつ、英: Urban legend）とは、近代あるいは現代に広がったとみられる口承の一種である。大辞林第二版には「口承される噂話のうち、現代発祥のもので、根拠が曖昧・不明であるもの」と解説されている。
都市伝説という概念を広めた、アメリカ合衆国の民俗学者、ジャン・ハロルド・ブルンヴァンによると、都市伝説とは「民間説話」（英: folk narratives）の下位分類である「伝説」（英: legends）に属し、「伝説」とは「口承の歴史」（英: folk history）あるいは「擬似的な歴史」であるとされる。
都市伝説は、民間における「普通の人々」によって語られ、信じられる。

## 定義
民俗学者のジャン・ハロルド・ブルンヴァンは、「都市的な生活を背景として友人の友人ぐらいの人に起こったとされる新奇な話」を「都市伝説」と定義した。
日本の都市伝説の第一人者である都市伝説ライターの宇佐和通は都市伝説について「『友達の友達』という、近い間柄ではなく、特定も出来ない人が体験したものとして語られる、起承転結が見事に流れる話」と定義している。また「都市伝説とは、本当にあったとして語られる『実際には起きていない話』である」「実存しない可能性が高い人間が体験した虚偽についての物語」と述べている。
都市伝説蒐集家の松山ひろしは「『友達の友達』など身近なようで実際には顔も名前も解らない人々に起きた出来事として語られる奇妙な噂話」と述べている。
民族学者の廣田龍平は、怪談に限らず笑い話、美談、犯罪行為なども都市伝説になりうるとしている。

### 誇大解釈される都市伝説
宇佐和通は「（2007年現在）都市伝説関連本が溢れかえっているが、都市伝説としてニュアンスが違うものが多い。都市伝説という言葉を記号的・機械的な形でタイトルに盛り込んだものが目につく」「違和感の根源は、都市伝説という言葉で括られる話の多さである。確かに都市伝説の中には怪談的要素が強い話もあるが、怪談すべてが都市伝説ではない。怖い話=都市伝説では決してない」「定義に反し実際に起きていない話を（メディアが）『本当に起きた』という形容詞をつけて紹介してしまっている」と述べている。

## 経緯
都市伝説と同質の概念は、フランスの社会学者であるエドガール・モランが1969年に著書『オルレアンのうわさ - 女性誘拐のうわさとその神話作用』において最初に記されている。フランス語では「légende urbaine」と表記する。
民俗学者の飯倉義之は、1970年代後半に広まった「口裂け女」 は恐らく純国産「都市伝説」の第1号であるとしている。
1979年の初頭には、ジャン・ハロルド・ブルンヴァンがアメリカ民俗学の学会誌の書評に記している。 1981年、ブルンヴァンがアメリカの都市伝説を題材にした民俗学書『消えるヒッチハイカー』を出版。1987年にこの本の日本語訳が出版され、「都市伝説」という言葉が日本でも広く知られるようになった。従来の日本民族学では「世間話」に分類されていたものが、1980年代終わりに「都市伝説」という新しいジャンルにまとめられた。
「都市伝説」は「口コミ」や「ウワサ」などの通俗的な概念に学問的装いを与えるものとして注目を集め、1980年代末から1990年代前半にかけてブームを迎えることとなった。1990年代初頭が人気のピークで、1995年にはブームは一旦沈静化する。
2000年以降はブログがきっかけとなり人気となり、都市伝説本が続々と刊行された。また、2ちゃんねるに出現した「くねくね」、「コトリバコ」、「八尺様」などの話を雑誌、テレビが取り上げて、新たな都市伝説が作られていった。2010年ごろからは「きさらぎ駅」のような参加型の話が出てくるようになった。
2000年代に入ると、芸人の関暁夫が陰謀論、超古代文明、予知予言などの「オカルト」を「都市伝説」として紹介し始めた。また単に「広まっているが本当は間違っている」とされる情報や俗説なども「都市伝説」と呼ばれるようになった。「都市伝説」はブルンヴァンの当初の定義からかけ離れていき、民俗学者が使いづらい概念となってしまった。

### 名称
「都市伝説」という言葉が、日本に登場したのは1988年のジャン・ハロルド・ブルンヴァンの著書『消えるヒッチハイカー』が大月隆寛、重信幸彦ら民俗学者によって訳された、アーバン・レジェンド（Urban Legend）という造語の訳語としての「都市伝説」が最初である。 
当時、大月らはアメリカ民俗学の概念を輸入し、停滞している日本民俗学に「都市」という概念で揺り動かそうとする目的があった。しかし元来の「urban legend」の研究手法は従来の口承文芸研究と変わらず、日本の民俗学においてもパラダイムの刷新には至らなかった。 翻訳者の一人である重信自身も都市伝説がマスメディアに使いまわされた挙句、再び学問の場に戻ることについて「憂鬱」であると述べている。 
「都市伝説」という用語が提唱されるまでは、この現象を指し示すために様々な用語が使われていた。「urban belief tales」（都市で信じられる話）、「urban narratives」（都市の体験談）と呼ぶ者もあり、必ずしも「都市」で広まるとは限らないこともあり、伝統的な民話に対して「modern legends」（近現代の伝説）ともいう。社会学者や民俗学者は同様の意味で「contemporary legends」（現代伝説）と呼んでいる。日本・アメリカ共に「現代伝説」の学会名は、一般化はされていない。
「都市-」（英: urban）という形容詞は、「都市の、都会の」というような地域を示しているのではなく、「都市化した」という意味で使用されている。したがって、その説話が伝統的文化に由来しないものであれば、説話の舞台設定が農山漁村であっても都市伝説と呼ばれる。
ブルンヴァンの『消えるヒッチハイカー』によれば、「都市伝説」の中の「伝説」とは、「話し手がそれを実際にあったできごととして語っている」ことを指すという。また同書の訳者はこの「伝説」を「『世間話』という口承文芸の雑然としたオモチャ箱的ジャンル」とも表現している。
インターネット掲示板・ブログ等に由来するものは、とくにネットロアと呼ばれることもある。ネットロアとは「インターネット」と「フォークロア」から造られたかばん語である。

### 起源
一見新しそうに見える都市伝説であっても、その起源が古くからの神話や民話にあったり、あるいは、より古い別の都市伝説の焼き直しだったりする事が多いことが、ジャン・ハロルド・ブルンヴァンら研究者により指摘されている。
都市伝説には起源や根拠がまったく不明なものも多いが、何かしらの根拠を有するものもある。特定の（大抵は何でもない）事実に尾ひれがついて、伝説化することが多い。たとえば「東京ディズニーランドの下には巨大地下室があり、そこで賭博等の行為が行われている」という都市伝説は、同施設が実際には従業員用の地下通路を持っていることが起源の一つになっている（地下に施設はない。舞浜の高速道路から海寄りの地域は埋立地なので沈んでしまう）。
ココナッツによる死は研究論文が起源であるが、一般に伝播していく過程で誇張されていった。

## 都市伝説の有する特徴
都市を中心に伝播していく都市伝説には、以下のような特徴が挙げられる。
1. 過去の事件、事故に由来する。
2. 場所に由来する。
3. 発祥が不確定、或いは特定しづらい。

これらの要素が複雑に絡み合い、口承やインターネットで情報を入手したりする現代的な特徴がある。
また、都市伝説の内容はいかにもありそうな話が殆どであり、教訓めいた要素が盛り込まれている事も多い。

### ニュース性
古くからの伝説とは異なる都市伝説の特徴としてそのニュース性がある。
ジャン・ハロルド・ブルンヴァンによれば、都市伝説は「より多くの意味を含んでいきながら、魅力的な形で私達に提示される『ニュース』なのだ。この様々な断片からなるアピールを持たなければ、その他の娯楽ひしめく現代社会において、伝説は耳をかたむけてもらえなくなるだろう。伝説は、テレビの夜のニュースのように、いきいきとして 『事実に即したもの』（factual）として生き残ってきた。また、それは毎日のニュース放送のように人々の死や怪我、誘拐や悲劇、そしてスキャンダルにかかわる傾向を持っている。」としている。それゆえ、都市伝説にはある種スキャンダラスな次のような話題が含まれることが多い。
- 猟奇殺人、毒物や病原体による汚染、幽霊等の「怖い話」
- 特定の存在（職業・社会階層・人種・罹患など）に対する差別・偏見等何らかのタブー（排外主義や外国人嫌悪、ジンゴイズムに直結する）

都市伝説のこうした要素は、「『もしかしたら本当に起こったのかもしれない』、奇怪で、おっかない、危険を含んだ、やっかいなできごとについて知りたい、理解したいというわたしたちの欲求を満たすもの」である。
しかし、都市伝説は必ずしもこうした 「アングラな」 スキャンダルのみを扱うものではなく、 ある種のナンセンスな面白さを含むジョーク的で興味本位なスキャンダルをも取り扱う。全てが全てホラーや恐怖を与えるものではなく、感動するものなども存在する。

### 真実味
都市伝説は、本当にあった出来事として語られるが、語り手は実際にその真偽を確認しているわけではなく、自分が「本当の出来事」として聞かされたので、それを信じて次の人に伝えているだけである。実際に起きていない話が、真実のように語られ時には「体験者を知っている」と言い切らせてしまう説得力を持っている。都市伝説には、真実の断片が盛り込まれており、「断片」には実際に起きた事件だったり、実存する人物だったりと様々である。都市伝説の特徴の一つに「嘘でつなぎ合わせられた真実」という側面があり、要所要所に真実を嵌め込む事によって、話全体が真実として伝えられる。
都市伝説は真実味と不安とを加えるため、伝説中の登場人物や地名には話し手や聞き手に取って身近なものが選ばれる。そして伝説は、実際に、「friend of a friend」（FOAF、いわゆる「友達の友達」）などの身近な人に起こった真実として語られたり、「これは新聞に載っていた話」として紹介されたりする。
多くの都市伝説においては、話の面白さ・不気味さが主であり、伝説中の人物・企業・地名は、話し手や聞き手に身近なものへところころと変化する。
例えば 「ファストフード店のハンバーガーにはミミズ肉（あるいは巨大な鼠）が使われている」「ファストフード店のフライドチキンには3本足の鶏の肉が使われている」などという都市伝説では、あるときは「ファストフード店」として 「マクドナルド」 が選ばれるが、別のときは 「ロッテリア」や「ウェンディーズ」などの、他のファストフード店が選ばれる。ときにはより具体的に、「駅前のマクドナルド」、「交番そばのロッテリア」などのように個々のファストフード店が標的に選ばれるときすらある。上記の理由から、知名度が高い人・企業についての都市伝説が多く存在していても、当該人物・企業が起源であるとは断定できない。
また、都市伝説のカテゴリーには陰謀論や疑似科学、あるいはゴシップ、デマゴギー等も含まれることがある。陰謀論の定義と都市伝説のそれは似た部分とそうでない部分がある。反証されたのに世間に流布し続けている陰謀論も都市伝説である。逆に事実だった陰謀論は都市伝説ではない。
都市伝説は、常識的な感覚では突飛なものが多いので、合理的な説明が試みられて真実味が加えられる事がある。たとえば、「都市の下水道に巨大なワニが生息している」という都市伝説では、ワニの存在は、飼いきれずにトイレで流されたペットのワニが生き延びて増殖したものと説明されている。

### オチ
話の結末（オチ）が非常によく出来ていることが特徴として挙げられる。話題として他人に伝達した場合、他人を飽きさせることがないため口伝えで広まりやすいものと考えられている。

## 都市伝説の伝播
都市伝説は、何万人もの人々を巻き込みながら延々と続く伝言ゲームのようなものである。伝播に重要な要素として、それが真実として語られる、というものがある。ジャン・ハロルド・ブルンヴァンによれば、「『これは本当のことだ』として語られるのは、伝説が形成される代表的な回路」 であり、「この事実は古くからの民話であろうと、都市伝説であろうと変わらない」。都市伝説は、「古くからの民話と同じように、大真面目に語られ、口から口へと広がっていく」。伝説とは、ブルンヴァン曰く、口承の歴史(Folk History)、すなわち擬似的な歴史である。

### マスメディアによる伝播
都市伝説はマスメディアによっても広められることがある。これは古くからの民話にはない重要な要素である。また、根拠のないゴシップ（噂）を新聞やテレビの情報番組が「事実」として誤報してしまう事で、噂が都市伝説に発展することがある。
存在しない話を「実話」として新聞や雑誌が紹介してしまった例としては、『スキー』誌1983年12月号が「裸でスキー」の都市伝説を「『モントリオール・ガセット』誌（英語版）に載った前代未聞のへま」として紹介したことなどが挙げられる。また、テレビで放映されたサンチアゴ航空513便事件も、創作物語を事実として報道した例である。
また、マスメディアが報道した内容によって、直接の損害が発生しなければ、当事者や関係者もすぐに訂正、謝罪をマスメディアに求めないので、「誤報」が広まったままとなる要因の一つと言える。都市伝説は、報道等を契機としてそれを信じる者が増えると、信奉者からの伝播によりますます流布・定着するという傾向がある。話に興味をそそるような尾ひれが付くことや、流行情報に遅れまいとする群集心理、もとより一般大衆にゴシップの類を好む者が多いこともこれを加速させる原因となる。また、真実よりも扇情性を重んずる一部メディアでは、「これは実話でない」という記述をあえて見付けにくい場所に載せて読者を煽るという手法を取る事があり、都市伝説の起源となる場合がある。
深夜放送など、仲間内のシャレが通用するコミュニティーを離れ、新聞やテレビが都市伝説を都市伝説として紹介した時、読者や視聴者の間に「事実」だという誤解が生じ始め、事実として周囲に伝達されていくことで流布することがある。

### インターネットの普及
2000年代以降の傾向としては、インターネットコンテンツが都市伝説の伝播媒介となっている。ネット上では、かつては社会一般に情報発送手段を持たなかった個人が自由にいかなる情報でも送ることができるので、新たな都市伝説が生まれ広がりやすい環境にある。特に利用者の多い匿名大型電子掲示板はそのシステム上、伝言ゲーム的な情報伝播の際に情報の変質が速い傾向がある。

## 都市伝説の派生

### 対抗神話
ある都市伝説が嘘であることを示すために流れる噂話や、この都市伝説はこれが元の話とさも事実のように流れる話を対抗神話という。
具体例としては、「電子レンジに猫を入れて殺してしまったお婆さんが電子レンジの製造会社を訴えた」という話について、「あの話は法律学の先生がジョークで挙げた例が広まった」、「あの話は元々はPL法を説明する際のたとえ話」とするなど、誰も証明できないが、もっともらしい起源が示されることが挙げられる。

## 都市伝説を題材に扱う日本のテレビ番組
- 『特命リサーチ200X』（日本テレビ系列、1996年10月27日 - 2002年1月27日）
- 『奇跡体験!アンビリバボー』（フジテレビ系列、1997年10月25日 - 現在）
- 『USO!?ジャパン』（TBS系列、2001年4月14日 - 2003年9月13日）
- 『不思議どっとテレビ。これマジ!?』（テレビ朝日系列、2001年4月14日 - 2002年3月16日）
- 『やりすぎ都市伝説』（テレビ東京系列、2007年8月17日 - 現在）
- 『幻解!超常ファイル』（NHK BSプレミアムほか、2013年3月25日 - 現在）